# Elche Club de Fútbol
Maillots
Actualités
L'Elche Club de Fútbol est un club espagnol de football basé à Elche. Il évolue en Liga depuis la saison 2025-2026.

## Historique
| \| Elche \| Emplacement de Elche, en Espagne. |
| Elche                                         |

Le club évolue en Primera División de 1959 à 1971, puis de 1973 à 1978, puis lors des saisons 1984-1985 et 1988-1989, et enfin de 2013 à 2015.
Il obtient son meilleur classement en première division lors de la saison 1963-1964, où il se classe 5e du championnat, avec 13 victoires, 7 nuls et 10 défaites.
Le club atteint la finale de la Coupe d'Espagne en 1969, en étant battu par l'Athletic Bilbao sur le score de 1-0.
En 2015, l'équipe est reléguée en seconde division en raison de problèmes financiers.
Elche connaît une saison 2016-2017 difficile et subit la relégation en Segunda División B. Néanmoins, le club se ressaisit rapidement et remonte dès la saison suivante en Segunda.
Elche réalise une bonne saison 2019-2020 de Segunda División en se positionnant sixième du championnat, synonyme de barrages de promotion. Le club dispose du Real Saragosse en demi-finales et rejoint le Girona FC. 
Le 24 août 2020, après un match aller blanc, Elche remporte le match retour de la finale grâce à un but de Pere Milla dans les arrêts de jeu et retrouve la Liga cinq ans après sa relégation.
Le 2 mai 2023, à la suite de sa défaite contre Almeria, le club est officiellement relégué en Liga 2.

### Dates clés
- 1922 : fondation du club sous le nom de Elche Football Club (fusion entre le Sporting de Elche et le Gimnastica de Elche)
- 1939 : le club est renommé Elche Club de Fútbol
- 1959 : première montée en Primera División
- 1969 : le club est finaliste de la Coupe d'Espagne
- 2015 : alors que le club finit le championnat tranquillement au milieu de tableau (13e), il est finalement relégué administrativement à l'étage inférieur en raison de ses trop nombreuses dettes[5].
- 2017 : relégation en Segunda División B
- 2018 : promotion en Liga 2
- 2020 : promotion en Liga
- 2023 : relégation en Liga 2
- 2025 : promotion en Liga

## Personnalités du club

### Joueurs Emblématiques
- Ángel
- Edgar Badia (en)
- Kiko Casilla
- Fidel Chaves (en)
- Mario Gaspar
- Carles Gil
- Vicente Iborra (en)
- Iñaki Lafuente
- Pol Lirola
- Pere Milla
- Nino
- Félix Palomares
- Lucas Pérez
- José Torregrosa
- Vavá II
- / Randy Nteka
- Dario Benedetto
- Lucas Boyé
- Willy Caballero
- Paulo Gazzaniga
- Iván Marcone (en)
- Javier Pastore
- Mazinho
- Enzo Roco
- Johan Mojica
- Yoann Bouchard
- Mohamed El Yaagoubi
- Roberto Acuña
- Tomasz Frankowski
- Dennis Şerban
- Albert Nađ
- Mario Saralegui
- Damián Suárez

### Effectif professionnel actuel
Le premier tableau liste l'effectif professionnel du Elche CF pour la saison 2025-2026. Le second recense les prêts effectués par le club lors de cette même saison.
En grisé, les sélections de joueurs internationaux chez les jeunes mais n'ayant jamais été appelés aux échelons supérieurs une fois l'âge-limite dépassé ou les joueurs ayant pris leur retraite internationale.